# Zeopoecilus
Zeopoecilus is een geslacht van kevers uit de familie van de loopkevers (Carabidae). De wetenschappelijke naam van het geslacht is voor het eerst geldig gepubliceerd in 1886 door Sharp.

## Soorten
Het geslacht Zeopoecilus omvat de volgende soorten:
- Zeopoecilus calcaratus (Sharp, 1886)
- Zeopoecilus caperatus Johns, 2007
- Zeopoecilus putus (Broun, 1882)